# الثورة البلجيكية

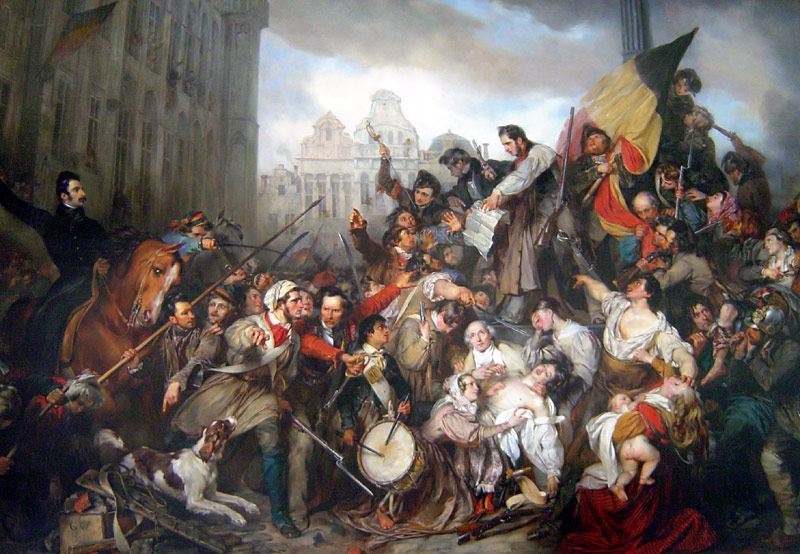
الثورة البلجيكية عام 1830، لوحة للفنان البلجيكي غوستاف فابير (1834)، معروضة في المتحف الملكي للفنون الجميلة في بروكسل

الثورة البلجيكية عام 1830 هي الثورة التي خاضتها المقاطعات الجنوبية للمملكة الهولندية المتحدة ضد الملك الهولندي فيلم الأول، والتي أدت إلى استقلال تلك المقاطعات وتوحيدها تحت اسم المملكة البلجيكية، أي أن نتيجتها المباشرة كانت ولادة وتشكيل دولة بلجيكا القائمة الآن.

## خلفية تاريخية
كانت المملكة الهولندية المتحدة قد تشكلت عقب مؤتمر فيينا عام 1815 بعد انتهاء الحروب النابليونية، لتكون بديلة للجمهورية الهولندية واشتملت تلك المملكة على شطرين متباينين:
القسم الشمالي الغني والقوي اقتصاديا وتجاريا والذي يتبع المذهب البروتستانتي (هولندا اليوم)، والقسم الجنوبي الفقير المتخلف والذي تشكل أغلبية شعبه طبقة الكادحين والذي يتبع المذهب الكاثوليكي (بلجيكا واللوكسمبورج اليوم). وهكذا اتسمت علاقة سكان شطري المملكة الهولندية بعلاقة المدير بالموظف، وعلى الرغم من أن مقررات مؤتمر فيينا على ما فيها من إجحاف بحقوق الجنوبيين بدت مستعصية التغيير، إلا أن ثورة تموز/يوليو الفرنسية بعثت الأمل في الحرية في نفوس البلجيكيين.

## أسباب الثورة

خريطة المملكة الهولندية المتحدة (اليوم: هولندا وبلجيكا ولوكسمبورغ) والتي استمرت بين عامي 1815 و1830

لا تعود جذور الثورة البلجيكية للمطالب السياسية التي نادت بها الطبقة البرجوازية فقط، ولكن أيضا للتذمر الشعبي المتنامي من السياسة الاقتصادية لملك هولندا المتحدة ويليام الأول. بالإضافة لازدياد نسبة البطالة بين الطبقات الدنية في المجتمع، إذا فللثورة البلجيكية أبعاد سياسية اقتصادية واجتماعية، إضافة للأسباب الدينية المذهبية واللغوية التي لعبت دورا بارزاً في إشعال شرارة تلك الثورة.

### الاختلافات المذهبية واللغوية
كان سكان المقاطعات الجنوبية يعتنقون المذهب الكاثوليكي، مما كان يسبب لهم أزمة في تقبل فكرة أن يكون ملكهم (الهولندي بطبيعة الحال) من أتباع المذهب البروتستانتي الكالفيني، بالإضافة إلى ذلك ينقسم البلجيك لغويا وإثنيا إلى مجموعتين:
الفلامند الناطقين بالهولندية، والوالون الناطقين بالفرنسية، وكانت المجموعة الأخيرة تعاني من سوء المعاملة من قبل الهولنديين بشكل مضاعف، ليس فقط بسبب انتماءها الكاثوليكي بل أيضا بسبب عدم تكلمها اللغة الهولندية.
وهكذا يعتبر الكثير من المؤرخين بأن الثورة البلجيكية كانت ثورة والونية قادتها الفئة البرجوازية الفرانكوفونية والطبقة الوسطى من المجتمع البلجيكي ضد الهيمنة الهولندية، لتسبب لاحقا هيمنة والونية على المجموعة الفلامندية في دولة بلجيكا المستقبلية. حيث أصبحت اللغة الفرنسية اللغة الرسمية الوحيدة للبلاد وأقصي تعليم اللغة الهولندية من المدارس، ولم تترجم قوانين الأحوال المدنية للهولندية حتى عام 1961، كما أن الثورة الصناعية في بلجيكا تمركزت لفترة طويلة في الإقليم الوالوني. وتحققت رغبة الفلامند بالمساواة عام 1980 مع إقرار الدستور الفدرالي للملكة البلجيكية والذي أعطاهم سلطات محلية واسعة لإجراء إصلاحات على المستويين التعليمي والاجتماعي.

### الحالة العامة
كانت السيطرة الهولندية محكمة على شؤون المملكة المختلفة، حيث كان الهولنديون يقودون دفة الاقتصاد والسياسة والمؤسسات الاجتماعية في البلاد، وكانت الأنشطة الاقتصادية والتجارية الأساسية محصورة في هولندا الحالية، خصوصا في مدينة أمستردام وميناءها، وهكذا كان تأثير البلجيك ثانويا في إدارة السوق والحياة المالية.
كما كان سكان المقاطعات الجنوبية يعانون أيضا من قلة تمثيلهم في البرلمان، زاد على ذلك أن ملكهم الهولندي الأصل والذي كان يقيم في الشمال كان يتجاهل باستمرار مطالبهم بالحصول على حيز أكبر من الحقوق والحرية.

### العناصر الأساسية التي غذت الثورة
- المطالبة بحق اقتراح القوانين والذي كان محصوراً بالملك.
- كان عدد سكان المقاطعات الجنوبية (البلجيك) في تلك الفترة يبلغ 3.5 مليون نسمة مقابل مليوني نسمة من الهولنديين، ومع هذا فإن الهولنديين كانوا يسيطرون على معظم وظائف ومراكز الدولة.
- المشكلة الدينية، فكما ذكر سابقا تعتنق الغالبية العظمى من الجنوبيين المذهب الكاثوليكي، فيما يعتنق الملك وسكان الشمال الكالفينية وكان التطرف والتمييز المذهبي متفشيا فيما بينهم.
- كان الهولنديون يهددون حرية المواطن البلجيكي الشخصية في مجالين رئيسيين:

الهيمنة البروتستانتية في مجال التعليم، وفروض القيود على حرية التعبير والصحافة.

## أحداث الثورة

العلم البلجيكي الأول والذي استخدم عام 1830

كان صيف عام 1830 حاراً وصلت درجات الحرارة فيه إلى 30° مئوية، وكان محصول تلك السنة سيئاً للغاية ومنذرا بتهديد التموين اللازم للشتاء المقبل، ومع تفجر ثورة تموز/يوليو في في فرنسا امتد التأثير الثوري والحلم بالحرية والاستقلال إلى الطبقة الشعبية في بلجيكا.

### أوبريت خرساء بورتيتشي
أما بداية الثورة فكانت في ليلة 25 آب/أغسطس من نفس العام، حيث عرض مسرح لامونيه في بروكسيل أوبريت جديدة بعنوان (La Muette de Portici - خرساء بورتيتشي) وهي أوبريت عاطفية وطنية ألفها الفرنسي دانيال أوبر وتدور أحداثها حول الثورة التي قام بها سكان نابولي ضد المحتلين الأسبان. أنشد ضمن تلك الأبوريت ألدوف نوري (حب الوطن المقدس) وورد في نص تلك الأنشودة عبارة تقول "العبد لا يعرف الخطر، بل يعرف أن الموت هو أفضل من الحياة في السلاسل"، بعد انتهاء العرض بدأ الحضور يصفقون تصفيقاً حاداً وانطلقوا خارج المسرح إلى شوارع المدينة مشحونين بغضب عارم وصارخين بعبارات ثورية، وانضم بعدها حشد كبير من الناس لهؤلاء الثوار وشرعوا يحطمون كل ما صادفهم في الطريق من رموز للسلطة الهولندية، تمكنوا بعدها وبسرعة من الاستيلاء على عدة مبانٍ للحكومة من بينها دار البلدية. وهكذا خضعت كل المدينة لهم دونما أي مقاومة تذكر.

### الاصطدام مع الملك
قام برجوازيو بروكسيل عقب ذلك بتشكيل قوة مسلحة لحماية مصالحهم، وفي 1 أيلول/سبتمبر طلب قائد تلك المليشيا من أمير الأورانج ويليام وهو نفسه ولي عهد الملك الهولندي ويليام الأول أن يتوسط بين البلجيك ووالده الملك، وذلك بأن يطلب من الملك الفصل الإداري بين مقاطعات الشمال والجنوب، كان الأمير عندها محتجزاً في فيلفورد قرب بروكسيل، فاعتبر ويليام الأول ذلك الطلب محاولة ابتزاز ورفض الانسياق لمطالب الثوار.
وفي فترة قصيرة تدفق المتمردون من كل أنحاء بلجيكا إلى بروكسيل لدعم العصيان، ففقد الحراس البرجوازيين السيطرة على الموقف، وسارع البلجيك الأثرياء حينها والذي كانوا مرتعبين من ذلك الهيجان الشعبي بالاستنجاد بالملك لإنقاذ الوضع، فأمر الملك بدوره قواته مهاجمة بروكسيل وإعادة الاستيلاء عليها وكانت تلك القوات تحت قيادة الأمير فريدريك الابن الثاني لويليام الأول.

### إعلان الاستقلال
بتاريخ 23 أيلول/سبتمبر دخل الجيش الهولندي إلى بروكسيل، فدفع هذا الوضع الفئات البلجيكية المختلفة ذات الأهداف والمصالح المتباينة إلى توحيد قوتهم وطاقتهم في سبيل هدف واحد وهو طرد القوات الهولندية. فقام قادة الحرس البرجوازي وبعض الثوار بتشكيل لجنة قامت وبنجاح بتنظيم حركة المقاومة الثورية. وبدءاً من ليلة 26 أيلول/سبتمبر حتى اليوم التالي كان الجيش الهولندي يقاتل منسحبا من المدينة تحت ضغط ضربات المتمردين الذين كانوا يقاتلون بعناد مما تسبب بسقوط الكثير من الضحايا. وأصبحت لجنة الثورة حكومةً مؤقتة أعلنت الاستقلال بتاريخ 4 تشرين الأول/أكتوبر 1830.

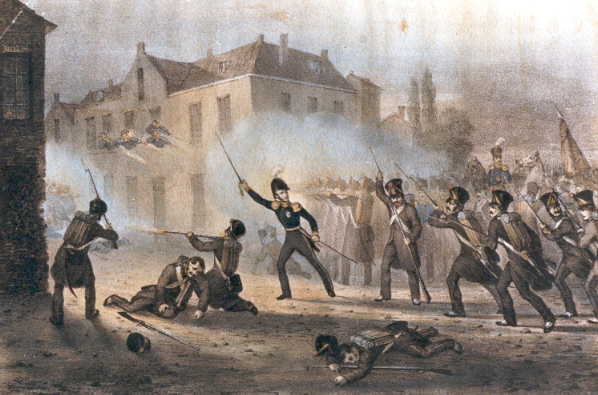
الجيش الهولندي يحاول إعادة السيطرة على بلجيكا أثناء معارك الأيام العشر

### معارك الأيام العشر
بين يومي 2 و12 آب/أغسطس من عام 1831 اجتاح الجيش الهولندي مجدداً الأراضي البلجيكية وألحق هزائم كبيرة بالجيش البلجيكي قرب مدينتي هاسلت ولوفان، ولم يتراجع الهولنديون إلا مع وصول الجيش الفرنسي بقيادة الجنرال إيتيان جيرارد الذي هب لمساندة البلجيك ومساعدتهم في الحفاظ على استقلالهم. وكانت بلجيكا حينها قد أعلنت ليوبولد الأول كأول ملوكها. وبقي الملك الهولندي ويليام الأول مصراً على موقفه الرافض للأعتراف ببلجيكا كدولة مستقلة حتى عام 1838.

### موقف الدول الأوربية الكبرى
كانت الدول الأوربية الكبرى منقسمة حول رغبة البلجيك بالاستقلال، خصوصا أن الحروب النابليونية كانت لا تزال حية في ذاكرة الأوربيين لذلك كان هناك مخاوف من أن تقوم فرنسا الداعمة لاستقلال بلجيكا بضم الأخيرة إليها، لذا دعمت كل من روسيا وبروسيا والنمسا وبريطانيا العظمى هولندا الموحدة، ولكن في النهاية لم تقدم أي من تلك الدول المساعدة للحكومة الهولندية لمواجهة البلجيك والفرنسيين بل أن بريطانيا نفسها عادت ودعمت الملك ليوبولد الأول، أما روسيا فكانت هي الأخرى منشغلة حينها بقمع حالات التمرد والاضطراب في بولندا.

## الاعتراف باستقلال بلجيكا
كانت الحكومة البلجيكية المؤقتة قد أعلنت استقلال بلجيكا بتاريخ 4 تشرين الأول/أكتوبر، وفي 20 كانون الأول/ديسمبر اعترفت القوى الأوربية الأساسية عدا هولندا بذلك الاستقلال.
ولكن الاعتراف الدولي الرسمي باستقلال بلجيكا لم يتم حتى توقيع معاهدة لندن عام 1839 والتي أنهت الحرب التي دارت بين هولندا والدولة البلجيكية الحديثة بين عامي 1831 و1839 عقب الثورة البلجيكية عام 1830، بموجب تلك المعاهدة أقرت الدولة الكبرى لتلك الحقبة استقلال وحياد المملكة البلجيكية تحت حكم الملك ليوبولد الأول.